# François Loncle
 (mars 2016).
Si vous disposez d'ouvrages ou d'articles de référence ou si vous connaissez des sites web de qualité traitant du thème abordé ici, merci de compléter l'article en donnant les références utiles à sa vérifiabilité et en les liant à la section « Notes et références ».
François Loncle, né le 21 octobre 1941 à Enghien-les-Bains (Val-d'Oise), est un homme politique français.

## Biographie

### Études et carrière professionnelle
Il est ancien élève de la faculté de droit de Paris et diplômé du Centre de formation des journalistes à Paris (promotion 1963).
Il est marié et père de trois enfants.
Il commence sa carrière en tant que journaliste-reporter à Paris Normandie. Entre 1964 et 1968, il est salarié de l'ORTF, où il débute par une émission quotidienne sur la Bourse et poursuit par des reportages pour le service économique du journal télévisé de la 1re chaîne, et participe à des reportages pour l'émission Panorama. À la fin de l'année 1969, il est embauché par Eugène Descamps comme attaché de presse de la CFDT, où il reste jusqu'à la fin de l'année 1970,.

### Carrière politique
En 1971, il fonde le Groupe d'études et d'action radical-socialiste avec plusieurs membres du Parti radical. Cette tendance devient ensuite le Mouvement des radicaux de gauche, dont il est secrétaire national jusqu'en 1981.
En 1973, il est candidat aux élections législatives dans la cinquième circonscription du Rhône (Lyon). Il obtient 38 % au deuxième tour. 
En 1978, il est candidat dans la troisième circonscription de l'Eure. Il manque l'élection de quelques dizaines de voix (49,9 % au deuxième tour).
Soutenu par Pierre Mendès France, il est élu député de la quatrième circonscription de l'Eure le 21 juin 1981. Sitôt élu député radical de gauche, il adhère au Parti socialiste. Il est réélu député en 1986 et 1988. Battu lors de la défaite historique de la gauche en 1993, il est élu à nouveau en 1997 à la suite de la dissolution de l'Assemblée nationale décidée par le président de la République Jacques Chirac, puis élu encore en 2002, 2007 et 2012. Il appartient à l'aile droite du PS.
En 1992, il est nommé secrétaire d'État dans le gouvernement de Pierre Bérégovoy ; Alain Bureau, suppléant, occupe son siège de député.
En 1997, il intègre la commission des Affaires étrangères de l'Assemblée nationale, qu'il préside du 5 avril 2000 au 18 juin 2002.
Il est président du groupe d'amitié Burkina Faso, vice-président des groupes d'amitié Serbie, Estonie, Costa Rica, Nouvelle-Zélande, Mauritanie, Ouganda et Syrie, secrétaire du groupe d’amitié France-Mali, vice-président du Groupe d'études à vocation internationale sur les questions liées à l'expansion de l'économie taïwanaise, membre du groupe d'études sur la question du Tibet, à partir de 2011 rapporteur du groupe de travail sur la sécurité au Sahel et membre de la commission d’enquête sur la surveillance des filières djihadistes et de la mission d'information sur la Libye de l'Assemblée nationale.
Il est vice-président de la délégation française de l'Assemblée parlementaire du Conseil de l'Europe.
Il parraine Emmanuel Macron pour l'élection présidentielle de 2017,.
Il soutient Bruno Questel pour les élections législatives de 2017,, ayant décidé de ne pas se représenter.
En octobre 2019, il co-signe une tribune dans le JDD avec 75 élus de gauche (dont Roland Ries, Jean-Pierre Masseret, Gilles Savary et Nathalie Nieson) qui appelle à construire un pôle de gauche dans la majorité présidentielle, qui défend le réinvestissement de la République dans les territoires et qui veut faire entendre une voix sociale et républicaine. De cette tribune débouchera la création du parti Territoires de progrès, auquel François Loncle adhèrera.
Il est nommé chevalier de la Légion d'honneur en 2020 et se fait remettre ses insignes par le ministre des affaires étrangères en décembre 2021.

## Prises de position
En 2010, il s'engage en faveur de Laurent Gbagbo et conteste la victoire de son concurrent Alassane Ouattara en Côte d'Ivoire.
Le 17 mars 2016, il se prononce, avec 19 autres députés socialistes, pour le retrait d'un amendement soutenu par le gouvernement, qui interdisait la pêche à plus de 800 m de profondeur.
Il tient des propos jugés virulents à l'égard du mouvement des gilets jaunes, qu'il qualifie de « racaille jaune », expliquant notamment qu'il « est effarant que ces abrutis de Gilets jaunes puissent continuer leurs méfaits », eux qui « ne méritent désormais que le mépris ».
Le 24 février 2024, il déclare sur X que le syndicat agricole Coordination rurale est « une organisation d'extrême droite [qui] sabote le Salon de l'agriculture », à la suite des tensions entre les agriculteurs et le président de la République Emmanuel Macron.

## Fonctions ministérielles
- 4 juin 1992 - 26 décembre 1992 : secrétaire d'État à la Ville
- 26 décembre 1992 - 29 mars 1993 : secrétaire d'État au Plan

## Mandats parlementaires
- 21 juin 1981 - 1er avril 1986 : député de l'Eure
- 12 juin 1988 - 3 juillet 1992 : député de l'Eure

(Nomination au gouvernement)
- 1er juin 1997 - 18 juin 2002 : député de l'Eure
- 2002 - 2017 : député de l'Eure
- Ne se représente pas en 2017

## Mandats locaux
- 14 juin 1982 - 19 mars 1989: maire de Brionne (Eure)
- 3 octobre 1988 - 26 mai 1989 : conseiller général de l'Eure (invalidé)
- 22 mars 1989 - 18 juin 1995 : maire de Brionne (Eure)
- 19 juin 1995 - 18 mars 2001 : adjoint au maire de Louviers (Eure)
  - conseiller communautaire de la communauté d'agglomération Seine-Eure
- 2001 - 2008 : conseiller municipal de Louviers (Eure)
  - conseiller communautaire de la CASE

### Lauréat du prix de l'humour politique
En 2011, le jury du prix de l'humour politique lui décerne une mention spéciale comme député champion des questions écrites au gouvernement qui restent sans réponse mais publiées au Journal officiel.
Il avait déjà été distingué en 2005 par ce même jury pour avoir dit de l'ancien Premier ministre Dominique Galouzeau de Villepin : « Il porte un nom de cheval, mais il n'a jamais couru », faisant allusion au fait que ce dernier ne s'était jamais présenté à la moindre élection.

## Ouvrages
- Autopsie d'une rupture : la désunion de la gauche, éditions J.-C. Simoën (1979) - ASIN: B0000E99NL
- Victor Hugo contre Falloux, 1850-1994. Un combat d'actualité. Texte du débat sur le vote de la loi Falloux - janvier 1850 (préface de François Loncle), édition Boomerang Communication (1994)
- La vérité guidait ses pas. Relire Pierre Mendès France, éditions Fondation Jean Jaurès (avril 2012)